# マキシー 素敵な幽霊
『マキシー 素敵な幽霊』（すてきなゆうれい、Maxie）は、1985年のアメリカ合衆国のファンタジー映画。グレン・クローズ、マンディ・パティンキン、ルース・ゴードン、バーナード・ヒューズ出演。

## 概要
ストーリーは1973年に発表された、サンフランシスコに暮らす普通の女性が、とても社交的なマキシーという幽霊に取りつかれるという物語を描いたジャック・フィニイの『マリオンの壁』が原作で、本作でマキシーは、1920年代にハリウッドの映画オーディションの途中で、交通事故により死んだとされている。

## ストーリー
サンフランシスコに引っ越してきたニックとジャンの夫婦は、前住人が壁紙の下に残したメッセージを発見する。

## キャスト
| 役名                     | 俳優                   | 日本語吹替 |
| ------------------------ | ---------------------- | ---------- |
| ジャン/マキシー          | グレン・クローズ       | 藤田淑子   |
| ニック                   | マンディ・パティンキン | 江原正士   |
| ラヴィン夫人             | ルース・ゴードン       | 京田尚子   |
| ビショップ・キャンベル   | バーナード・ヒューズ   | 石森達幸   |
| オフィーリア・シェファー | ヴァレリー・カーティン | 一城みゆ希 |
| ジェローム神父           | グーギー・グレス       |            |
| 『クレオパトラ』の監督   | マイケル・エンサイン   |            |
| CM監督                   | マイケル・ラスキン     |            |

- 日本語吹替：初回放送1996年8月6日 テレビ東京『午後のロードショー』版

## スタッフ
- 監督：ポール・アーロン
- 脚本：パトリシア・レズニック
- 原作：ジャック・フィニイ 『マリオンの壁』
- 製作：カーター・デヘイヴン
- 製作総指揮：リッチ・アーヴァイン、ジェームズ・L・スチュワート
- 撮影監督：フレッド・シュラー
- プロダクションデザイナー：ジョン・J・ロイド
- 編集：リンジー・クリングマン
- 音楽：ジョルジュ・ドルリュー
- 衣裳デザイン：アン・ロス
- 吹替翻訳：井場洋子
- 吹替演出：高橋剛
- 吹替調整：荒井孝
- 吹替効果：佐藤良介
- 吹替担当：大谷俊賢
- 吹替プロデューサー：渡邊一仁
- 吹替製作：テレビ東京、東北新社